# Charles Shawa
Charles Jeremiah Shawa (* 29. August 1960) ist ein Politiker in Sambia.
Charles Shawa war bisher Bezirkskommissar in Luangwa (2004) und in Chongwe (bis 1. März 2006). Beide Distrikte liegen in der Provinz Lusaka.
Bei den Wahlen in Sambia 2006 konnte Charles Shawa für das Movement for Multiparty Democracy das Mandat des Wahlkreises Feira (Provinz Lusaka) in der Nationalversammlung gewinnen. Im Oktober 2006 wurde er zum Minister der Provinz Lusaka ernannt.